# Хой (река, впадает в Охотское море)
Хой — река на острове Сахалин. Длина реки — 41 км. Площадь водосборного бассейна — 259 км².
Начинается на восточном склоне горы Белуха, относящейся к Центральному хребту. Течёт в общем восточном направлении по гористой местности, поросшей пихтово-берёзовым лесом. В низовьях выходит на равнину, здесь берёза и пихта сменяются лиственницей. Впадает в Охотское море. Ширина реки около устья составляет 28 метров, глубина — 0,5 метра, скорость течения равна 1,2 м/с.
Протекает по территории Ногликского городского округа Сахалинской области.
Притоки — Обочный, Терешкин Ключ, Шмелевка, Таёжная (правые), Скворцовка, Жаров, Круговая, Лесная (левые).

## Данные водного реестра
По данным государственного водного реестра России относится к Амурскому бассейновому округу.
Код объекта в государственном водном реестре — 20050000212118300002719.